# Ryssä
Ryssä ist  im Finnischen eine historisch neutrale, im heutigen Sprachgebrauch aber stark abwertend konnotierte Bezeichnung für Russland und die Russen, stellt also einen Ethnophaulismus dar. Die standardsprachliche finnische Bezeichnung für Russland lautet Venäjä, das dazugehörige Ethnonym venäläinen.

## Etymologie und Bedeutungswandel
Das Finnische kennt zwei Namen für die Russen: venäläinen (Plural venäläiset) und ryssä (Plural ryssät). Aussagen über ihr Alter und den historischen Wortgebrauch werden dadurch erschwert, dass Finnisch erst im 16. Jahrhundert durch die Bemühungen Mikael Agricolas zur Literatursprache wurde, aber auch danach nur selten geschrieben oder gar gedruckt wurde, und wenn, dann zumeist zum Zwecke der christlichen Erbauung. Alleinige Amtssprache Finnlands war bis 1902 Schwedisch, das als Volkssprache nur in den südlichsten und westlichsten Landesteilen verwendet wurde, aber darüber hinaus die Sprache des Adels und des städtischen Bürgertums im gesamten Land war. Die finnische Volkssprache rückte erst gegen Mitte des 19. Jahrhunderts ins Interesse der erwachenden Nationalromantik, und die vielen volkskundlichen Arbeiten aus dieser Zeit, allen voran die Werke Elias Lönnrots, dokumentierten zwar eine Jahrhunderte alte mündliche Überlieferung, sind aber durchaus mit Vorsicht zu genießen, da sie oftmals vom Sprachpurismus der Kompilatoren verfälscht sind, also romantische Artefakte darstellen. Dies trifft zumal auf Lönnrots Ausgabe der Kalevala (1835) zu, die bis heute als finnisches Nationalepos gilt.
Mit Gewissheit lässt sich aber sagen, dass venäläinen die ältere der beiden Bezeichnungen ist; sie entstammt dem finnischen Erbwortschatz und findet sich ähnlich in den anderen ostseefinnischen Sprachen, also im Estnischen (venelane), Ingrischen, Karelischen, Livischen, Wepsischen und Wotischen. Wahrscheinlich handelt es sich dabei ursprünglich um dasselbe Wort, das im Deutschen das Ethnonym „Wenden“ ergab, womit bis in die frühe Neuzeit verallgemeinernd Slawen bezeichnet wurden. Im finnischen Schrifttum begegnet das Wort erstmals 1551 bei Agricola als Wehelaiset und Wenhäläiset. In der Kalevala werden die venäläiset sechsmal erwähnt, die ryssät hingegen kein einziges Mal.

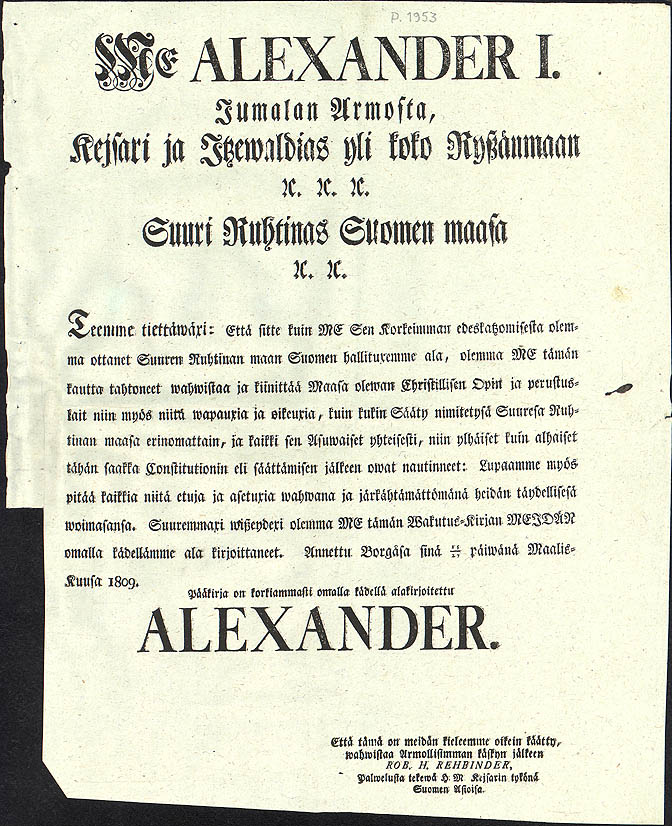
Titelblatt der gedruckten finnischen Übersetzung des Throneids Alexanders I. (1809)

Ryssä stellt im Finnischen hingegen ein Lehnwort aus dem Schwedischen dar (vgl. schwedisch ryss „Russe“ und Ryssland „Russland“). Es entspricht der Selbstbezeichnung der Russen und Russlands (русские russkije bzw. Россия Rossija) und den daraus abgeleiteten Benennungen in allen anderen europäischen Sprachen (also mit Ausnahme der ostseefinnischen), die ihrerseits auf die mittelalterliche Rus und letztlich wohl auf nordgermanisch roðr „Rudern, Rudermannschaft“ zurückgeht. Der älteste Nachweis für finnisch ryssä findet sich 1702 in den Schriften des Kaplans Anders Aschelinus, 1745 begegnet er dann bei Daniel Juslenius, aber angesichts der spärlichen Überlieferung der finnischen Volkssprache ist nicht ausgeschlossen, dass es sich um eine deutlich ältere Entlehnung handeln mag.
Im 19. Jahrhundert wurden die beiden Wörter augenscheinlich unterschiedslos verwendet. Dass ryssä zunächst keineswegs negativ konnotiert war, zeigt jedenfalls die finnische Übersetzung der auf Französisch gehaltenen Rede, mit der sich Zar Alexander I. im Jahre 1809 auf dem Landtag von Porvoo zum Großfürsten Finnlands erklärte, und die der neue Landesherr ausnahmsweise auch in der Volkssprache drucken und verbreiten ließ. Gleich zu Beginn seiner Thronrede bezeichnet er sich hier als „von Gottes Gnaden Kaiser und Selbstherrscher über ganz Ryssänmaa“ (also über das „Land“, finn. maa, „des/r Russen“, im Wortlaut: ‚ME ALEXANDER I. Jumalan Armosta, Kejsari ja Itzewaldias yli koko Ryssänmaan‘). Timo Vihavainen hält es für denkbar, dass zu dieser Zeit ryssä das vornehmere Wort darstellte, da es der damaligen Prestigesprache, also dem Schwedischen, entnommen war; der finnischsprachigen Plebs mag es aus ebendiesem Grund womöglich affektiert erschienen sein. Vihavainen mutmaßt sogar, dass aus ebendiesem Grund damals nicht ryssä, sondern ganz im Gegenteil venäläinen einen derben oder verächtlichen Beiklang gehabt haben mag. In diesem Zusammenhang verweist er auf einen bekannten, wohl aus der Zeit des „Großen Unfriedens“ rührenden Volksvers (kansanruno), dem die Folkloristen der finnischen Nationalromantik in Nordfinnland immer wieder begegneten, und in dem der venäläinen als mordende Bestie geschmäht wird: „Venäläinen verikoira / tappoi ison, tappoi äidin / oisit tappanut minutkin / jos en ois pakohon päässyt / …“
zu deutsch in etwa „Der russische Bluthund hat meinen Vater totgeschlagen, meine Mutter ebenso, hätte auch mich totgeschlagen, hätte ich nicht die Flucht ergriffen“ etc.
Zum Schimpfwort wandelte sich ryssä erst nach der Unabhängigkeit Finnlands im Jahr 1917 und begünstigt durch das damit einhergehende Ende der Pressezensur. Nationalistische Kreise schürten in den folgenden Jahren unverhohlen Russenhass, allen voran der studentisch-bündische Verein Akateeminen Karjala-Seura (AKS), der die „Befreiung“ ganz Kareliens vom „Russenjoch“ und die Vereinigung aller finnischen Völkerschaften in einem „Großfinnland“ anstrebte. Zum geflügelten Wort wurde der Titel einer seiner Programmschriften: ‚Ryssästä saa puhua vain hammasta purren‘ (1922), zu deutsch „Vom Russen kann/darf man nur mit zusammengebissenen Zähnen sprechen.“ Noch heute jedem Finnen bekannt ist die Redensart ‚Ryssä on ryssä vaikka voissa paistais[i]‘, „der Russe bleibt ein Russe, selbst wenn du ihn in Butter brätst.“ Zur Zeit des Zweiten Weltkriegs wurde die erstmals gegen 1890 in Lappeenranta bezeugte Spruchweisheit ‚Yksi suomalainen vastaa kymmentä ryssää‘, „ein Finne nimmt es mit zehn Russen auf“, zu einer oft bemühten Propagandaformel. Berühmt-berüchtigt ist bis heute auch das Couplet Silmien väliin, das Reino Palmroth 1942 während des Fortsetzungskriegs aufnahm und das den finnischen Soldaten einschärfte, wohin sie zu schießen hätten, nämlich ‚silmien välliin ryssää, juu!‘, also „dem Russen genau zwischen die Augen, hurra!“
Spätestens seit der Kriegszeit ist das Wort mithin historisch stark belastet. Das Nykysuomen sanakirja (1951–1961) begnügte sich noch damit, das Wort als umgangssprachlich zu markieren, alle neueren Wörterbücher markieren es als herabsetzend bzw. beleidigend, also etwa das Suomen kielen sanakirja aus dem Hause Gummerus (1996) und das vom staatlichen Sprachinstitut KOTUS (Kotimaisten kielten keskus) herausgegebene und somit quasioffizielle Kielitoimiston sanakirja. Einer Erhebung aus dem Jahre 2000 zufolge zählt ryssä gegenwärtig sogar zu den gravierendsten ethnischen bzw. fremdenfeindlichen Beleidigungen der finnischen Umgangssprache: 92 % der Befragten schätzten das Wort als beleidigend ein, womit es noch vor neekeri („Neger“; 90 %) und mane („Zigeuner“; 88 %) den Spitzenplatz unter den Ethnophaulismen einnahm, erst mit beträchtlichem Abstand folgten hurri (eine auf die Finnlandschweden gemünzte Vokabel), mustalainen („Zigeuner“), sakemanni bzw. saku (Verdrehungen von saksalainen, also „Deutscher“) und japsu (entspricht deutsch „Japse“, also „Japaner“).
Neutral erscheint das Wort ryssä indes noch in den beiden seit dem 18. Jahrhundert tradierten Zusammensetzungen ryssänlimppu („Russenlaib,“ ein Roggenvollkornbrot) und laukkuryssä (wörtlich „Taschenrusse“; so wurden die fliegenden Händler aus Russland genannt, die bis ins frühe 20. Jahrhundert jeden Sommer durch Finnland zogen).